# پلاتانی
پلاتانی (به لاتین: Platani) یک منطقهٔ مسکونی در قبرس شمالی است که در ناحیه غازی ماغوسا واقع شده‌است. پلاتانی ۱۸۳ نفر جمعیت دارد.